# Diktátor (film, 2012)

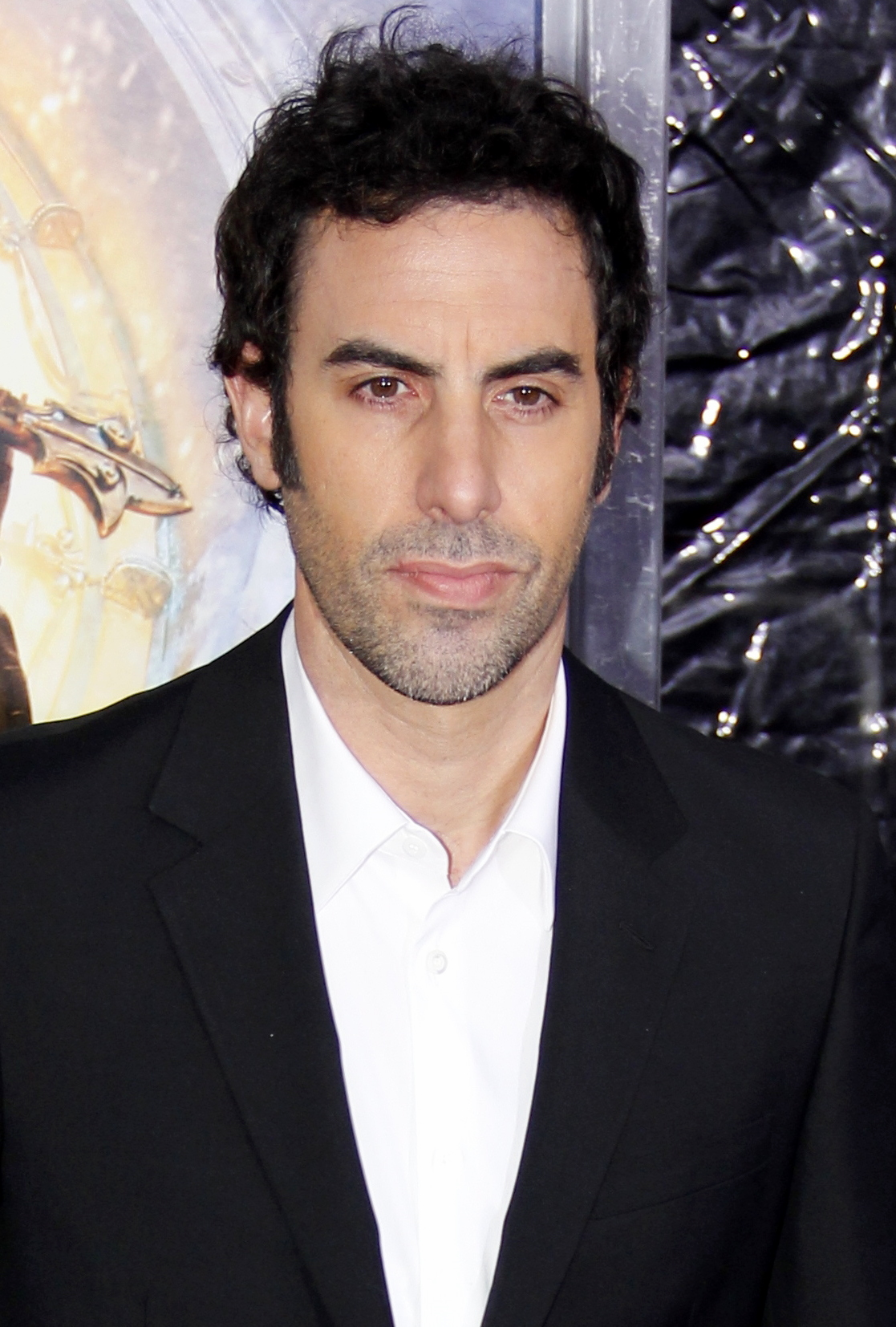
Představitel Aladeena Sacha Baron Cohen

Diktátor je film z roku 2012, kde hlavní roli hrál Sacha Baron Cohen.

## Děj
V severoafrické zemi Wadiya vládne jeden z posledních diktátorů jménem Aladeen, antisemita a krutovládce. Jeho nejvyšší rádce, strýc Tamir, je napojen na hnutí odporu a všechny, kteří jsou Aladeenem odsouzeni k smrti, posílá do USA. Když Wadiya ohlásí, že vlastní jaderné zbraně, schválí OSN protiakci. Aladeen ale zjistí, že jeho tým vědců nedokázal bez šéfa Nadala (kterého dal Aladeen popravit) vyvinout raketu. 
Aby se zbavil diktátora, najde Tamir Aladeenova snadno ovlivnitelného hloupého dvojníka. Při návštěvě USA najme Tamir nájemného vraha, který však Aladeenovi jen ustřihne vousy. Aladeen tak nepoznán bloumá po New Yorku, kde se setká s aktivistkou Zoey. Ta vlastní bioobchod, ve kterém ale Aladeen pracovat nechce. Poté potká Nadala, od kterého se dozví, že nikdo nebyl popraven. Nadal je ochotný Aladeenovi pomoci. Zatím Tamir chce s pomocí Aladeenova dvojníka schválit ústavu. Aladeen s Nadalem seženou vousy a vniknou do hotelu, kde jsou Tamir a Aladeenův dvojník. Aladeen ústavu nepodepíše, roztrhne ji a nechá Tamira zatknout. Ale protože se zamiloval do Zoey, vydá novou ústavu. Volby vyhraje díky nátlaku na obyvatelstvo. Při svatbě se Zoey zjistí, že je Židovka, ale smíří se s tím.

## Obsazení
| Sacha Baron Cohen | admirál General Shabazz Aladeen a Efawadh |
| Ben Kingsley      | Tamir                                     |
| Jason Mantzoukas  | Nadal                                     |
| Anna Farisová     | Zoey                                      |
| John C. Reilly    | Clayton                                   |
| Bobby Lee         | Lao                                       |
| Sayed Badreya     | Omar                                      |
| Adeel Akhtar      | Maroush                                   |
| Mark Campbell     | reportér BBC                              |
| Edward Norton     | sám sebe                                  |
| Megan Fox         | sama sebe                                 |

## Citát
| „                                    | Proč jste všichni tak anti-diktátorští? Představte si, že by Amerika byla diktatura! Mohli byste jednomu procentu lidí ponechat všechno bohatství národa. Mohli byste pomoci svým bohatým kamarádíčkům stát se ještě bohatšími, tím, že snížíte jejich daně a poskytnout jim státní pomoc, když gambleří a ztratí. Mohli byste ignorovat potřeby chudých na zdravotní péči a vzdělání. Vaše média by mohla mít zdání svobody, ale byla by tajně ovládána jedním procentem a jejich rodinami. Mohli byste se napichovat na telefonní hovory, mohli byste mučit cizí vězně, mohli byste mít zmanipulované volby, mohli byste lhát o důvodech, proč jdete do války. Mohli byste plnit své věznice jednou specifickou rasovou skupinou a nikdo si nebude stěžovat. Mohli byste používat média ke strašení lidí, abyste je vmanipulovali k podpoře záležitostí, které jsou proti jejich zájmům. | “ |
| — ze závěrečného diktátorova projevu | |   |